# 卡帕克·尤潘基
卡帕克·尤潘基（克丘亞語：Mayta Qhapaq； 西班牙語：Mayta Cápac ；「卡帕克」含有精神富有，胸襟博大，為窮人造福等意思。，「尤潘基」則是一種讚頌印加君主的頭銜），印加傳說中的君主，約於13世紀登上王位。

## 治績

### 擴張領土
卡帕克·尤潘基秉承歷代印加王的擴張政策，在位期間多次對外用兵，佔領了孔蒂蘇尤（Contisuyu）一帶、降服科塔潘帕（Cotapampa）的克丘亞人（Quechuas），又開始向南美洲西部沿海進軍，降服了當地的雲卡人。

### 增修工程
卡帕克·尤潘基在任期間，曾有多項大型的增修工程展開。例如為了方便行軍攻打孔蒂蘇尤區，便在阿普里馬克河下游（Río Apurímac）增建大橋；又為了日後方便進軍科利亞蘇尤區（Collasuyu），便在的的喀喀湖的德薩瓜德羅河（Desaguadero River）建橋。此外，他又修建崇拜印加太陽神的太陽宮及其他多項建築物。

## 去世
卡帕克·尤潘基去世後，便由他的妻子兼姊妹瑪瑪·庫里伊爾派所生的長子印卡·羅卡（克丘亞語：Quechua Inka Roq'a；西班牙語：Inca Roca）繼位。卡帕克·尤潘基的遺體被塗上防腐劑，與其先人的遺體安放在一起。